# 階州
階州（かいしゅう）は、中国にかつて存在した州。唐末から民国初年にかけて、現在の甘粛省隴南市一帯に設置された。

## 概要
892年（景福元年）、唐により武州が階州と改称された。州治は皋蘭鎮に置かれた。階州は隴右道に属し、将利・福津・盤隄の3県を管轄した。
北宋のとき、階州は秦鳳路に属し、福津・将利の2県と故城寨を管轄した。南宋のとき、階州は利州路に転属した。
1270年（至元7年）、モンゴル帝国により福津・将利の2県が廃止され、階州に編入された。元のとき、階州は陝西等処行中書省に属し、属県を持たない散州となった。州治は柳樹城に置かれた。
1371年（洪武4年）、明により階州は階県に降格した。1377年（洪武10年）、階県は再び階州に昇格した。階州は鞏昌府に属し、文県1県を管轄した。
1729年（雍正7年）、清により階州は直隷州に昇格した。階州直隷州は甘粛省に属し、文・成の2県を管轄した。
1912年、中華民国により階州直隷州は廃止され、武都県と改められた。